# Kysta
Kysta je obec na Slovensku. Nachází se v Košickém kraji, v okrese Trebišov.
Obec se v minulosti nazývala Kista, maďarsky Kiszte. První písemná zmínka o obci pochází z roku 1272. K 31. 12. 2011 žilo v obci 384 obyvatel.
Obec Kysta se rozkládá v nadmořské výšce 130 m. Přísluší do tradičního regionu Jižní Zemplín.